# 아바스 칼리파
아바스 칼리파는 아바스 칼리파국을 다스렸던 역대 칼리파의 목록이다.

## 목록

### 바그다드 아바스조 칼리파
1. 아부 알 아바스(750년 - 754년)
2. 알 만수르(754년 - 775년)- 수도 바그다드를 건설.
3. 알 마흐디(775년 - 785년)
4. 알 하디(785년 - 786년)
5. 하룬 알 라시드(786년 - 809년) - 경제적·외교적 전성기를 이룸.
6. 알 아민(809년 - 813년)
7. 알 마문(813년 - 833년) - 지혜의 관을 설립.
8. 알 무타심(833년 - 842년)
9. 알 와시크(842년 - 847년)
10. 알 무타와킬(847년 - 861년)
11. 알 문타시르(861년 - 862년)
12. 알 무스타인(862년 - 866년)
13. 알 무타즈(866년 - 869년)
14. 알 무흐타디(869년 - 870년)
15. 알 무타미드(870년 - 892년)
16. 알 무타디드(892년 - 902년)
17. 알 무크타피(902년 - 908년)
18. 알 무크타디르(908년 - 932년)
19. 알 카히르(932년 - 934년)
20. 알 라디(934년 - 940년)
21. 알 무타키(940년 - 944년)
22. 알 무스탁피(944년 - 946년)
23. 알 무티(946년 - 974년)
24. 앗 타이(974년 - 991년)
25. 알 카디르(991년 - 1031년)
26. 알 카임 1세(1031년 - 1075년)
27. 알 무크타디(1075년 - 1094년)
28. 알 무스타지르(1094년 - 1118년)
29. 알 무스타르시드(1118년 - 1135년)
30. 라시드(1135년 - 1136년)
31. 알 무크타피(1136년 - 1160년)
32. 알 무스탄지드 1세(1160년 - 1170년)
33. 알 무스타디(1170년 - 1180년)
34. 알 나시르(1180년 - 1225년)
35. 앗 자히르(1225년 - 1226년)
36. 알 무스탄시르 1세(1226년 - 1242년)
37. 알 무스타심(1242년 - 1258년)

### 카이로 아바스조 칼리파
1. 알 무스탄시르 2세 (1261년 - 1262년)
2. 알 하킴 1세 (1262년 - 1302년)
3. 알 무스탁피 1세 (1303년 - 1340년)
4. 알 와시크 1세 1340년 - 1341년)
5. 알 하킴 2세 (1341년 - 1352년)
6. 알 무타디드 1세 (1352년 - 1362년)
7. 알 무타왁킬 1세 (1362년 - 1383년)
8. 알 와시크 2세 (1383년 - 1386년)
9. 알 무타심 2세 (1386년 - 1389년)
10. 알 무타왁킬 1세 (1389년 - 1406년)
11. 알 무스타인 (1406년 - 1414년)
12. 알 무타디드 2세 (1414년 - 1441년)
13. 알 무스탁피 2세 (1441년 - 1451년)
14. 알 카임 2세 (1451년 - 1455년)
15. 알 무스탄지드 2세 (1455년 - 1479년)
16. 알 무타왁킬 2세 (1479년 - 1497년)
17. 알 무스탐식 (1497년 - 1508년)
18. 알 무타왁킬 3세 (1508년 - 1517년)